# 福岡女子大学の人物一覧
福岡女子大学の人物一覧は福岡女子大学に関係する人物の一覧記事。前身となる福岡県立女子専門学校の出身者を含む。

## OB・OG

### 政界
- 日下部禧代子

### 研究者・学者
- 村上祥子（料理研究家）

### 芸術
- 原田康子

### 芸能
- 石川紗彩（タレント）

### マスコミ
- 槙彩那（フリーアナウンサー）
- 松吉ゆかり（福岡放送アナウンサー）
- 武藤麻美（フリーアナウンサー、元熊本朝日放送、人間環境学部生活環境学科卒）
- 野尻あかね
- 下田文代
- 中村葉月

### 文学
- 森崎和江（詩人、作家）
- 松原一枝
- 高崎節子